# 앗토코역
앗토코역(일본어: 厚床駅)은 일본 홋카이도 네무로시에 있는 홋카이도 여객철도 네무로 본선의 역이다. 2면 2선 구조의 승강장을 가지고 있는 지상역이다.

## 역 주변
- 국도 제44호선
- 국도 제243호선
- 네무로 시청 앗토코 지소

## 역사
- 1919년 11월 25일 : 개업.
- 1987년 4월 1일 : 민영화에 따라, 홋카이도 여객철도로 이관.

## 인접 정차역
| 홋카이도 여객철도 네무로 본선 | 홋카이도 여객철도 네무로 본선 | 홋카이도 여객철도 네무로 본선 |
| ----------------------------- | ----------------------------- | ----------------------------- |
| 아네베쓰 구시로 방면          | 네무로 본선                   | 핫타우시 네무로 방면          |